# Жийак-э-Брюзак
Жийа́к-э-Брюза́к (фр. Gilhac-et-Bruzac, окс. Gilhac et Bruzac) — коммуна во Франции, находится в регионе Рона — Альпы. Департамент коммуны — Ардеш. Входит в состав кантона Ла-Вульт-сюр-Рон. Округ коммуны — Прива.
Код INSEE коммуны 07094.

## Население
Население коммуны на 2008 год составляло 150 человек.
| 1962 | 1968 | 1975 | 1982 | 1990 | 1999 | 2008 |
| ---- | ---- | ---- | ---- | ---- | ---- | ---- |
| 88   | 138  | 108  | 113  | 138  | 115  | 150  |

## Экономика
В 2007 году среди 95 человек в трудоспособном возрасте (15-64 лет) 64 были экономически активными, 31 — неактивными (показатель активности — 67,4 %, в 1999 году было 64,6 %). Из 64 активных работали 59 человек (37 мужчин и 22 женщины), безработных было 5 (1 мужчина и 4 женщины). Среди 31 неактивных 6 человек были учениками или студентами, 17 — пенсионерами, 8 были неактивными по другим причинам.

## Фотогалерея
- Руины замка Пьергурд
- Руины замка Пьергурд
- Карта коммуны